# Tomești, Timiș
Tomești (germană Tomescht, maghiară Tamásd) este satul de reședință al comunei cu același nume din județul Timiș, Banat, România. Se află în partea de est a județului, pe Râul Bega Luncanilor.

## Istoric
În 1597 a fost atestată documentar pentru prima dată, ea aparținând județului Hunedoara. În 1620 este amintită ca aparținând districtului Făget.

## Lăcașe de cult
Biserica Sfinții Apostoli Petru și Pavel.

## Personalități
- Oscar Szuhanek (1887 - 1972), pictor.

## Legături externe

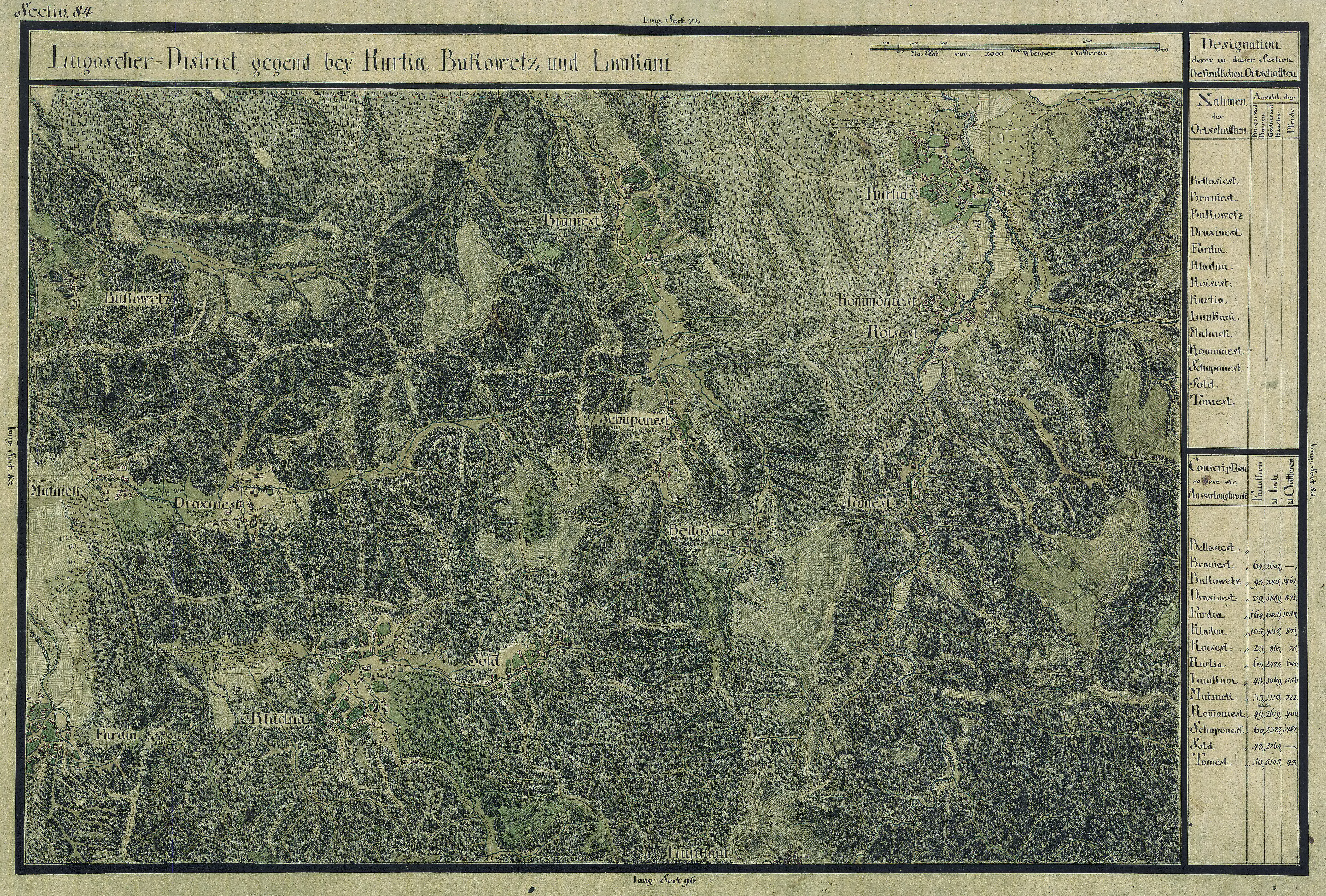
Tomești în Harta Iosefină a Banatului, 1769-72